# Sprinter Lighttrain

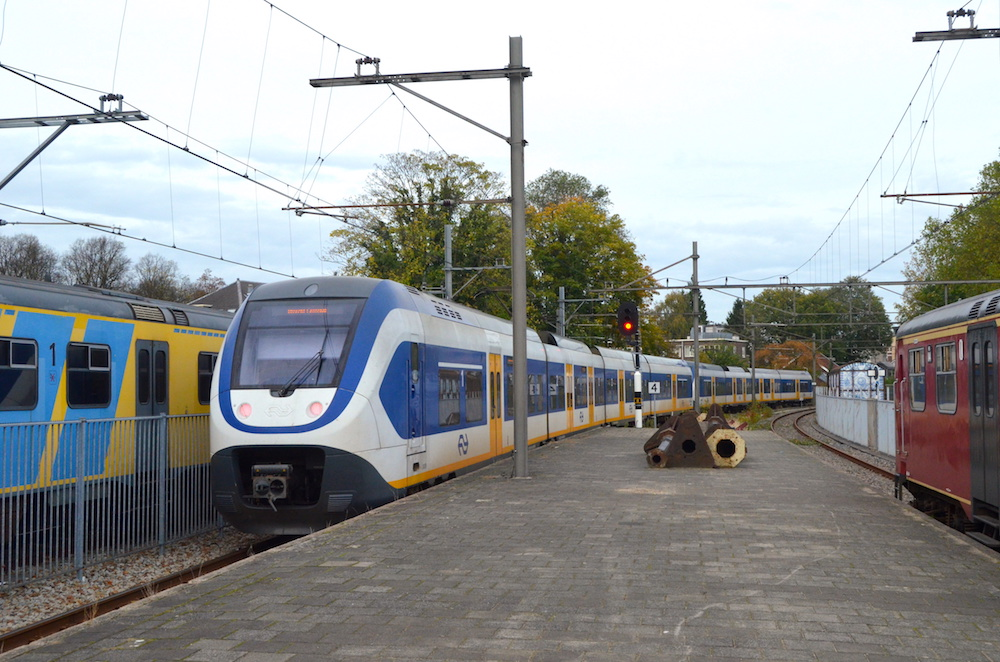
Twee vierdelige treinstellen type SLT op de pendeldienst tussen Station Utrecht Centraal en het Spoorwegmuseum vertrekken van station Utrecht Maliebaan.

De Sprinter Lighttrain (SLT) is een type elektrisch treinstel van de Nederlandse Spoorwegen voor sprinterdiensten in Nederland.

## Geschiedenis

### Reden van aanschaf
In 1983 werden de eerste plannen gemaakt voor de vervanging van het Materieel '64. De bedoeling was om vanaf het begin van de jaren negentig een grote serie stoptreinen in dienst te laten komen, die in een keer het Materieel '64 zouden vervangen. De serie werd bekend als SM '90. Vanaf 1992 bouwde treinbouwer Talbot een kleine proefserie van negen treinstellen, als opmaat naar een grote serie van circa 250 twee- en driewagenstellen. De proefserie was voorzien van voor die tijd nieuwe technieken, zoals computergestuurde besturings- en diagnosesystemen. Deze technieken bleken echter minder betrouwbaar dan voorzien, en daarom werd afgezien van een grote vervolgorder. De serie werd eind 2005 buiten dienst gesteld.
Omdat er behoefte was aan nieuw materieel ter vervanging van het Materieel '64, plaatste NS in 2005 een order voor 35 treinstellen van het type Sprinter Lighttrain. Deze stellen zijn gebaseerd op het Duitse treintype Baureihe 425.
Hiervoor werden in 2005 de eerste 35 nieuwe treinstellen bij het consortium van Siemens en Bombardier Transportation besteld. Deze bestelling bestond uit 18 vierdelige (2401-2418) en 17 zesdelige (2601-2617) treinstellen. Op 24 januari 2008 arriveerde het eerste, vierdelige, treinstel 2402 in Nederland. Het tweede treinstel, bestaande uit zes delen (nr. 2602), kwam op 18 februari naar Nederland, om vervolgens testritten te gaan maken.
Al in september 2007 kondigde de NS aan nog 64 van deze Sprinter-treinstellen te bestellen. Deze tweede levering, bestaande uit 32 vierdelige (2419-2450) en 32 zesdelige (2618-2649) treinstellen, kwam vanaf najaar 2009 in bedrijf. In 2009 is een derde levering van 32 stellen besteld, verdeeld over 19 vierdelige (2451-2469) en 13 zesdelige (2650-2662) treinstellen. Vanaf maart 2011 vond de aflevering hiervan plaats. Het laatste treinstel is op 3 mei 2012 aan NS overgedragen.

### Invoering
Na de aflevering in 2008 en diverse proefritten zonder reizigers werd de Sprinter Lighttrain vanaf 23 februari 2009 ingezet op het traject Den Haag Centraal - Zoetermeer - Gouda - Utrecht Centraal, twee maanden later dan oorspronkelijk gepland. Reizigers waren positief over het frisse interieur, de comfortabele zittingen en de gelijkvloerse instap waardoor er een goed overzicht ontstaat in de trein wat bijdraagt aan de sociale veiligheid.
Bij het proefbedrijf kwamen diverse problemen aan het licht, met name wanneer een vierdelig en een zesdelig stel gekoppeld reden. Daarom werd het proefbedrijf tussen 1 mei 2009 en december 2009 meermalen stopgezet; tussen 21 september 2009 en februari 2010 werd de levering van treinen onderbroken.

### Kritiek
Na de levering van de eerste treinstellen bleken enkele kritiekpunten te ontstaan. De treinstellen zijn geleverd zonder toilet wat klachten van reizigers en NS-personeel opleverde. Ook is de steek tussen de zitplaatsen, vooral die geplaatst zijn op verhogingen, nogal krap bemeten. In de winter van 2010-2011 bleek dat de treinen niet goed tegen sneeuw konden. Smeltwater veroorzaakte kortsluiting in de elektronica, waardoor twee derde van de Sprinter Lighttrains niet meer ingezet konden worden. Bombardier Transportation stuurde 30 technici vanuit Duitsland om de problemen te onderzoeken en te verhelpen. NS Reizigers heropende in samenwerking met NedTrain de eerder in het jaar gesloten Lijnwerkplaats Amsterdam Zaanstraat om te kunnen werken aan de defecte SLT-stellen. Om capaciteitsproblemen te beperken besloot NS Reizigers tevens om in deze werkplaats extra onderhouds- en veiligheidsbeurten te verrichten aan het Plan V-materieel dat anders afgevoerd zou worden. Voorts werden daartoe de eerder in het jaar terzijde gestelde DDM-1 met bijbehorende 1800-serie locomotieven opnieuw in dienst gesteld.
Vanuit verschillende hoeken was er kritiek op het beleid van NS Reizigers. Wat betreft de sneeuwproblemen ontdekte RTL Nieuws dat het onderwerp 'winterhardheid' bij de bestelling van de SLT-treinen geen rol speelde en drong reizigersorganisatie ROVER al voor de eerste problemen met sneeuw aan op het opnieuw in gebruik nemen van het DDM-1-materieel, omdat zij bang waren voor vele defecten bij het niet op winterhardheid geteste SLT-materieel. Het ontbreken van toiletten leidde tot een motie in de Tweede Kamer, waarna in de Hoofdrailnet-concessie 2015-2025 is opgenomen dat vanaf 2015 alle nieuw geleverde treinstellen een toilet moeten hebben, en vanaf 2025 alle NS-treinstellen voor de Hoofdrailnet-concessie een toilet moeten hebben.
Er is afgezien van een verdere vervolgbestelling voor 64 extra Sprinter Lighttrains. Hierdoor bleef Mat '64 langer op de baan. De laatste Sprinter Lighttrain werd in 2012 geleverd.

## Ontwerp en bouw
Er zijn zowel vier- als zesdelige treinstellen, die door hun afwijkende korte baklengte qua lengte vergelijkbaar zijn met oudere typen drie- of vierdelige treinstellen. Met dit moderne materieel wordt tijdens het remmen elektrische stroom aan de bovenleiding teruggeleverd, waarmee andere treinen in de buurt gevoed kunnen worden. Afgeleid van de lengte van de vierdelige treinstellen (69,36 m) heet het materieel S70. De zesdelige treinstellen van 100,54 m lengte heten S100.
De treinstellen zijn ontwikkeld uit de Baureihe 425 van de Deutsche Bahn AG, en aangepast aan de eisen en wensen die door NS worden gesteld voor Sprinter-materieel. Zo werden onder meer buffers geplaatst. Deze zijn ook op de in hetzelfde jaar ontwikkelde treinstellen van de Baureihe 422 geplaatst. Door het gebruik van Jacobsdraaistellen zijn de bakovergangen kort en breed. De draaistellen zijn van het type Siemens SF 6500. Kenmerkend voor de SLT is de grote mate van transparantie. Deze wordt voornamelijk bewerkstelligd door het ontbreken van dwars- en kopwanden en tussendeuren. De eerste en tweede klas worden alleen door glazen deuren en tussenwanden van elkaar gescheiden. De treinstellen zijn onder andere voorzien van airconditioning, een reizigersinformatiesysteem met displays en automatische omroep, (beveiliging)camera's en een noodoproepsysteem waarmee na bediening van de reizigersnoodrem akoestisch contact met de machinist mogelijk is. Daarnaast wordt dit intercomsysteem door conducteurs gebruikt om een bericht door de hele trein om te roepen. Zo kan een conducteur in de buurt van de deuren blijven als een bericht moet worden omgeroepen, waardoor hij/zij zich in (over)volle treinen niet hoeft te verplaatsen door de trein.
De vierdelige SLT-treinstellen zijn door Bombardier Transportation gebouwd in Hennigsdorf (casco) en in Aken (kop en afbouw). De zesdelige SLT-treinstellen zijn gebouwd in de Siemens-vestiging in Uerdingen. Om de juiste verdeling van de (losse) bakken tussen Bombardier en Siemens te realiseren is het laatste vierdelige treinstel niet door Bombardier maar door Siemens gebouwd.
NS is de samenwerking met een consortium van Bombardier en Siemens in Aken om de 131 treinstellen te moderniseren ingegaan. De treinstellen werden voorzien van onder meer rolstoeltoegankelijke toiletten, een plek voor twee fietsen en een schuiftrede, zodat de treinstellen beter toegankelijk worden. Ook kwamen er twee plaatsen voor rolstoelen met daarbij een speciale noodknop (call for aid), waarmee de treinstellen aan de meest recente eisen op dit punt voldoen. In 2016 ging het eerste treinstel naar Aken voor de inbouw van toilet en schuiftrede. In 2017 startte de verbouwing van de serie. Na toelating door de Inspectie voor de Leefomgeving en Transport (ILenT) keren de compleet vernieuwde treinstellen stuk voor stuk terug op het spoor. Inmiddels zijn de eerste 2 stellen (2424 en 2601) weer in de reizigersdienst opgenomen op 9 augustus 2018.

## Inzet dienstregeling 2025
De SLT is bedoeld voor inzet op sprintertrajecten met korte halteafstanden, hierdoor komen ze met name in de Randstad goed tot hun recht. Door het grote acceleratievermogen en vele deuren wordt de reistijd verkort en kan de capaciteit van de trajecten beter worden benut.
Met de ingang van de dienstregeling van 2025 is SLT te vinden op de volgende trajecten:
| Serie | Treinsoort     | Route | Bijzonderheden |
| ----- | -------------- | --- | --- |
| 3400  | Intercity (NS) | Haarlem – Beverwijk – Alkmaar | Rijdt alleen in de spits in de spitsrichting. Rijdt niet op vrijdag. |
| 4000  | Sprinter (NS)  | Uitgeest – Zaandam – Amsterdam Centraal – Breukelen – Woerden – Gouda – Rotterdam Centraal                                                                | |
| 4300  | Sprinter (NS)  | Den Haag Centraal – Leiden Centraal – Schiphol Airport – Amsterdam Zuid – Weesp – Almere Centrum – Almere Buiten – Almere Oostvaarders – Lelystad Centrum | |
| 4800  | Sprinter (NS)  | Amsterdam Centraal – Haarlem – Alkmaar – Hoorn | Rijdt vanaf 20:00 uur één keer per uur tussen Alkmaar en Hoorn. |
| 4900  | Sprinter (NS)  | Utrecht Centraal – Hilversum – Almere Centrum | Stopt niet in Hilversum Media Park en Bussum Zuid. Stopt van maandag t/m vrijdag tussen circa 6:30 en 20:00 uur, op zaterdag tussen circa 10:00 en 20:00 uur en op zondag tussen circa 11:00 en 20:00 uur niet te Hollandsche Rading. Wordt in combinatie gereden met SNG. |
| 5400  | Sprinter (NS)  | Amsterdam Centraal – Haarlem – Zandvoort aan Zee | Wordt 's avonds na 20:00 en in het weekend niet tussen Amsterdam Centraal en Haarlem v.v. gereden. |
| 5500  | Sprinter (NS)  | Utrecht Centraal – Den Dolder – Baarn | Rijdt 's avonds en in het weekend 1x per uur. Wordt in combinatie gereden met SNG. |
| 5700  | Sprinter (NS)  | Utrecht Centraal – Hilversum – Weesp – Amsterdam Zuid – Schiphol Airport – Hoofddorp – Leiden Centraal                                                    | Rijdt niet na 20:00 uur. Rijdt vrijdag en in het weekend niet tussen Hoofddorp en Leiden Centraal. Wordt in combinatie gereden met SNG. |
| 6000  | Sprinter (NS)  | Den Haag Centraal – Gouda – Utrecht Centraal – Geldermalsen – 's-Hertogenbosch                                                                            | Rijdt alleen na 18:00 uur en van vrijdag t/m zondag. |
| 6300  | Sprinter (NS)  | (Den Haag Centraal – ) Leiden Centraal – Heemstede-Aerdenhout – Haarlem                                                                                   | Rijdt na 20:00 uur en op vrijdag en in het weekend tussen Leiden Centraal en Haarlem. |
| 6700  | Sprinter (NS)  | Leiden Centraal – Alphen a/d Rijn – Woerden – Utrecht Centraal – Geldermalsen – Tiel                                                                      | Rijdt alleen na 18:00 uur en van vrijdag t/m zondag. Rijdt non-stop tussen Woerden en Utrecht Centraal. |
| 6800  | Sprinter (NS)  | Den Haag Centraal – Gouda – Gouda Goverwelle | Rijdt alleen tijdens de spits van maandag t/m donderdag. |
| 6900  | Sprinter (NS)  | Den Haag Centraal – Gouda – Utrecht Centraal – Geldermalsen – Tiel                                                                                        | Rijdt alleen van maandag t/m donderdag tot 18:00 uur. |
| 7400  | Sprinter (NS)  | Uitgeest – Zaandam – Amsterdam Centraal – Breukelen – Utrecht Centraal – Driebergen-Zeist                                                                 | Rijdt alleen tijdens de brede spitsuren, waarbij net na de ochtendspits en net vóór de middagspits enkel tussen Uitgeest en Utrecht Centraal v.v. wordt gereden. Wordt in combinatie gereden met SNG.                                                                      |
| 8800  | Sprinter (NS)  | Leiden Centraal – Alphen a/d Rijn – Woerden – Utrecht Centraal – Geldermalsen – 's-Hertogenbosch                                                          | Rijdt alleen van maandag t/m donderdag tot 18:00 uur. Rijdt non-stop tussen Woerden en Utrecht Centraal. |
| 8900  | Sprinter (NS)  | (Leiden Centraal – Alphen a/d Rijn – )Woerden – Utrecht Centraal                                                                                          | Rijdt niet in het weekend en na 20.00 uur. Rijdt alleen van maandag t/m vrijdag in de spitsuren van/naar Leiden Centraal en vormt dan tussen Leiden Centraal en Woerden een kwartierdienst met serie 8800.                                                                 |
| 28300 | Sprinter (NS)  | Utrecht Centraal – Utrecht Overvecht – Utrecht Maliebaan                                                                                                  | Trein naar het Spoorwegmuseum, alleen als dit open is (niet op maandag, behalve tijdens de schoolvakanties) |

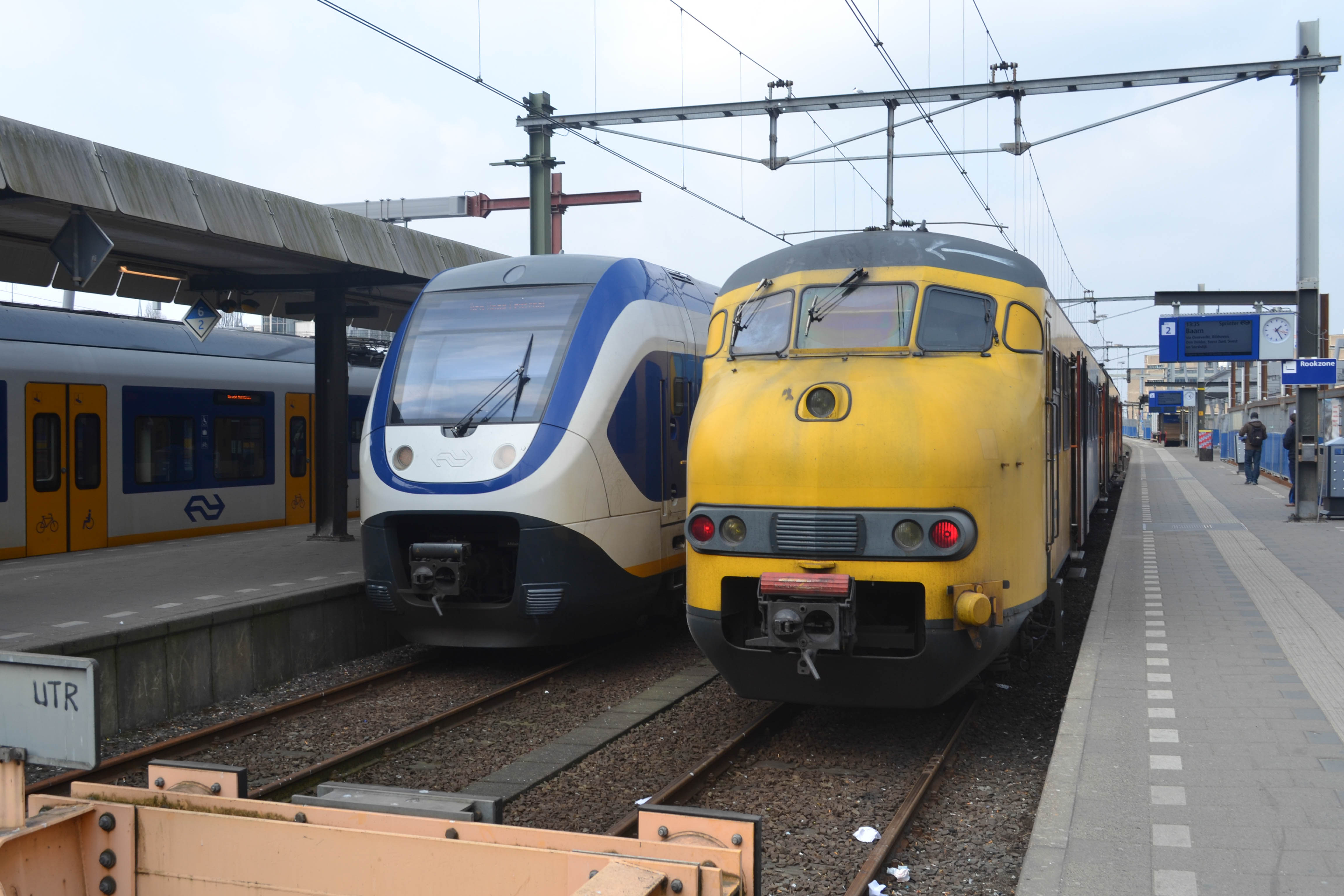
SLT en Mat '64 Plan V te Utrecht Centraal
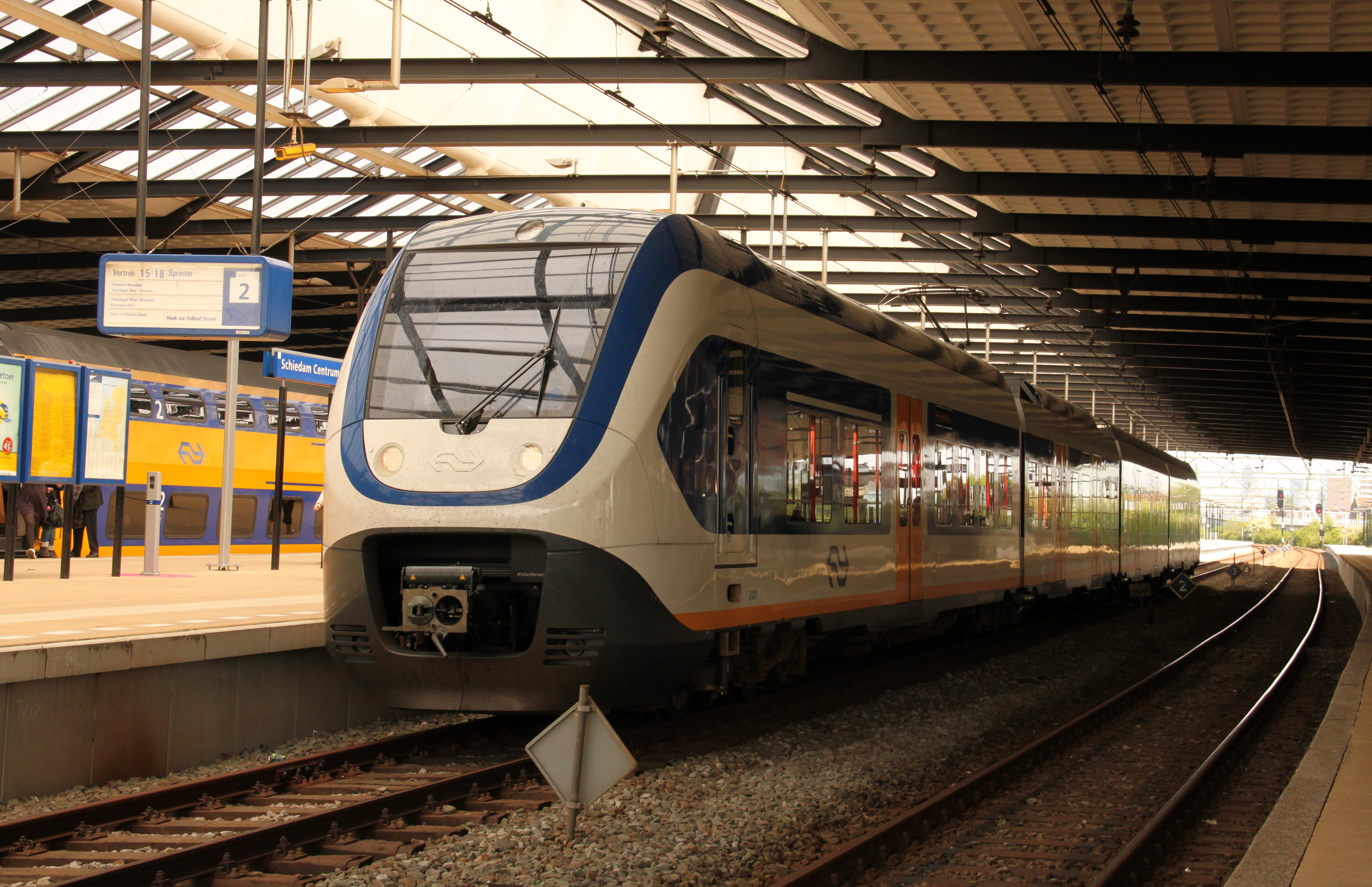
Het eerste vierdelige treinstel te Schiedam Centrum
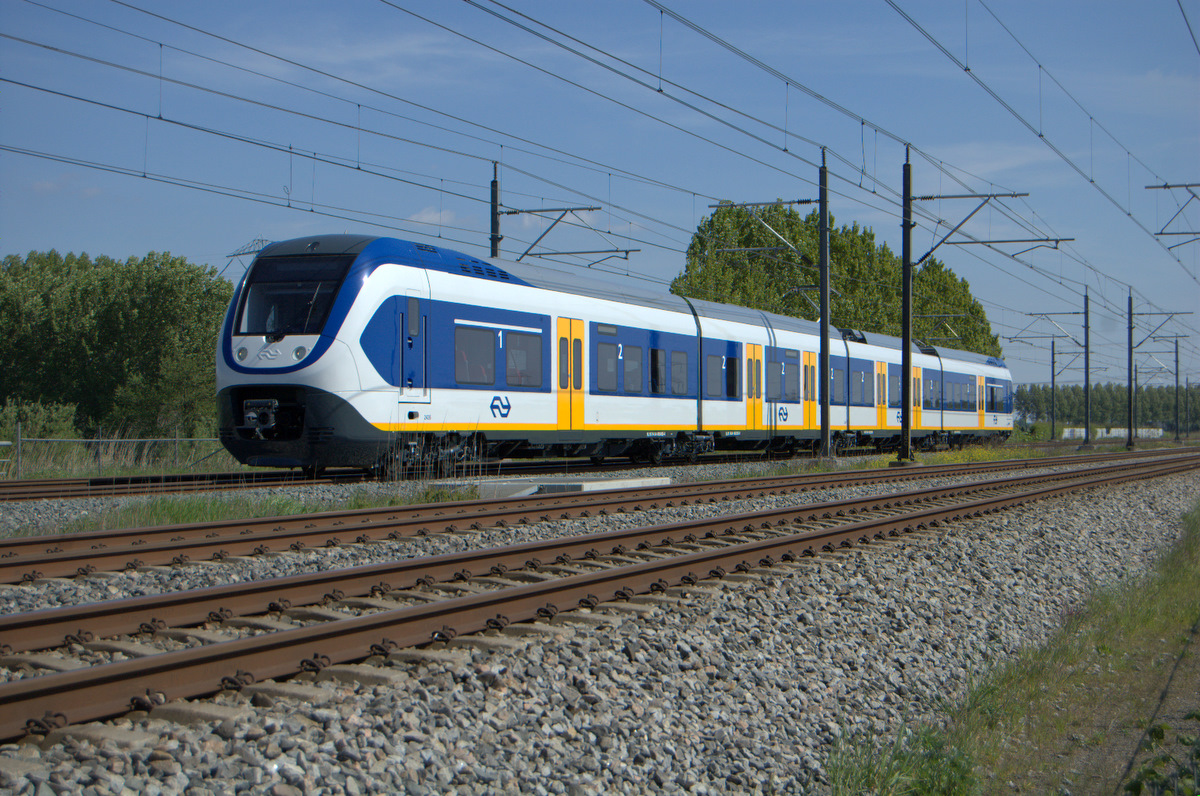
Vierwagentreinstel (SLT-4)
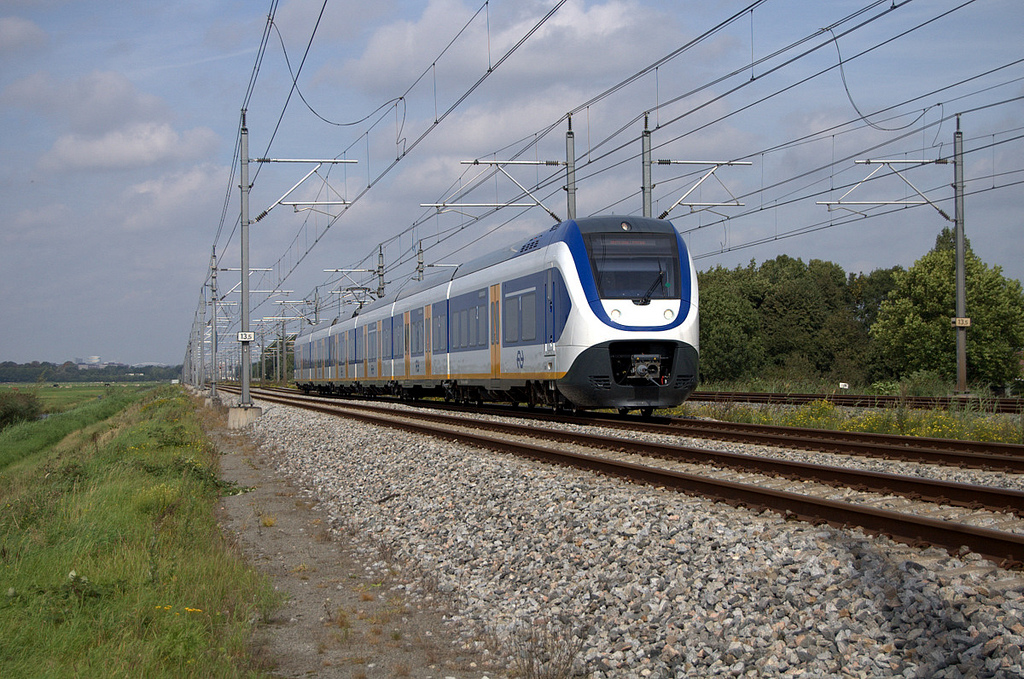
Zeswagentreinstel (SLT-6)
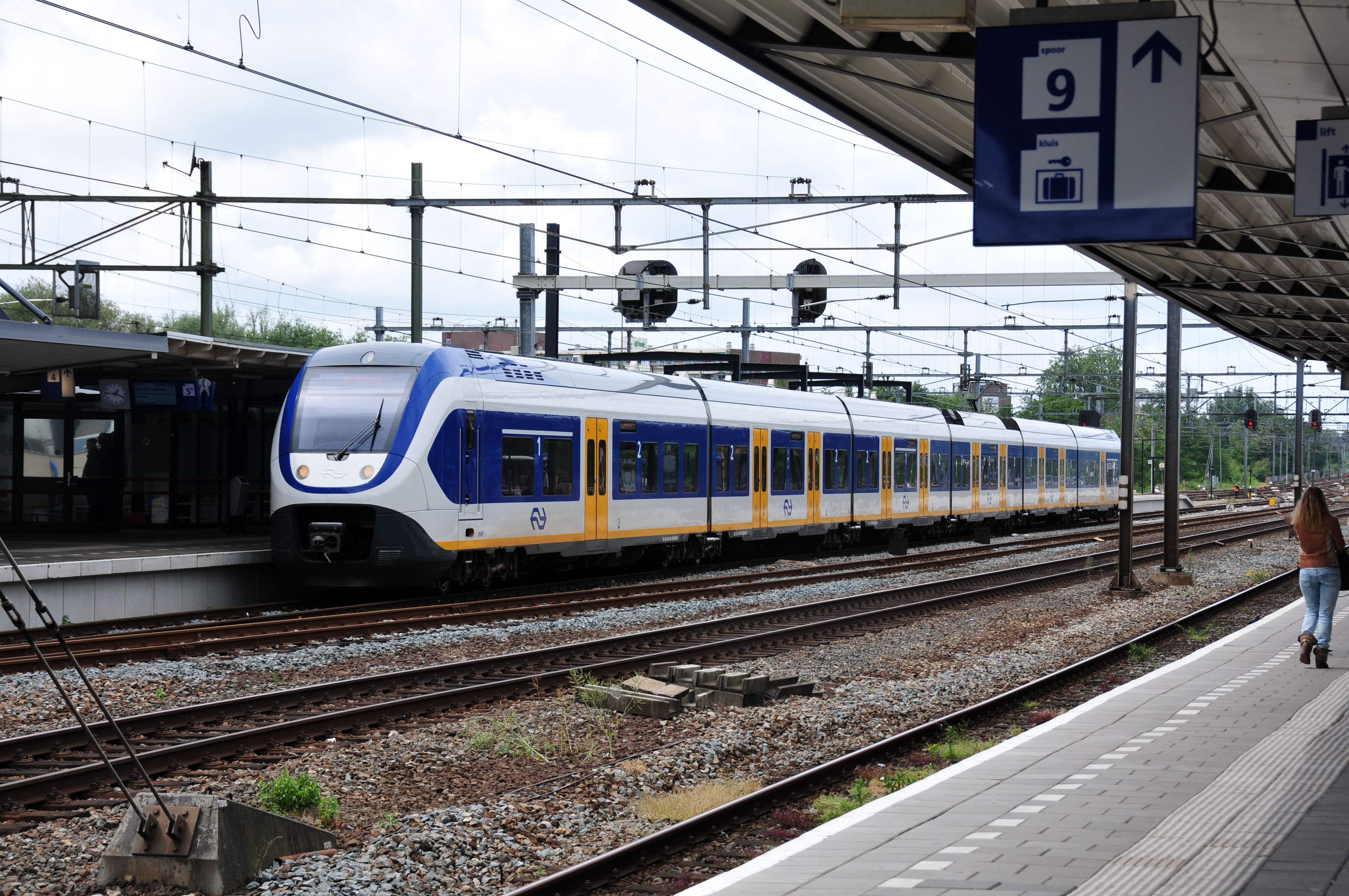
Zeswagentreinstel (SLT-6) te Gouda
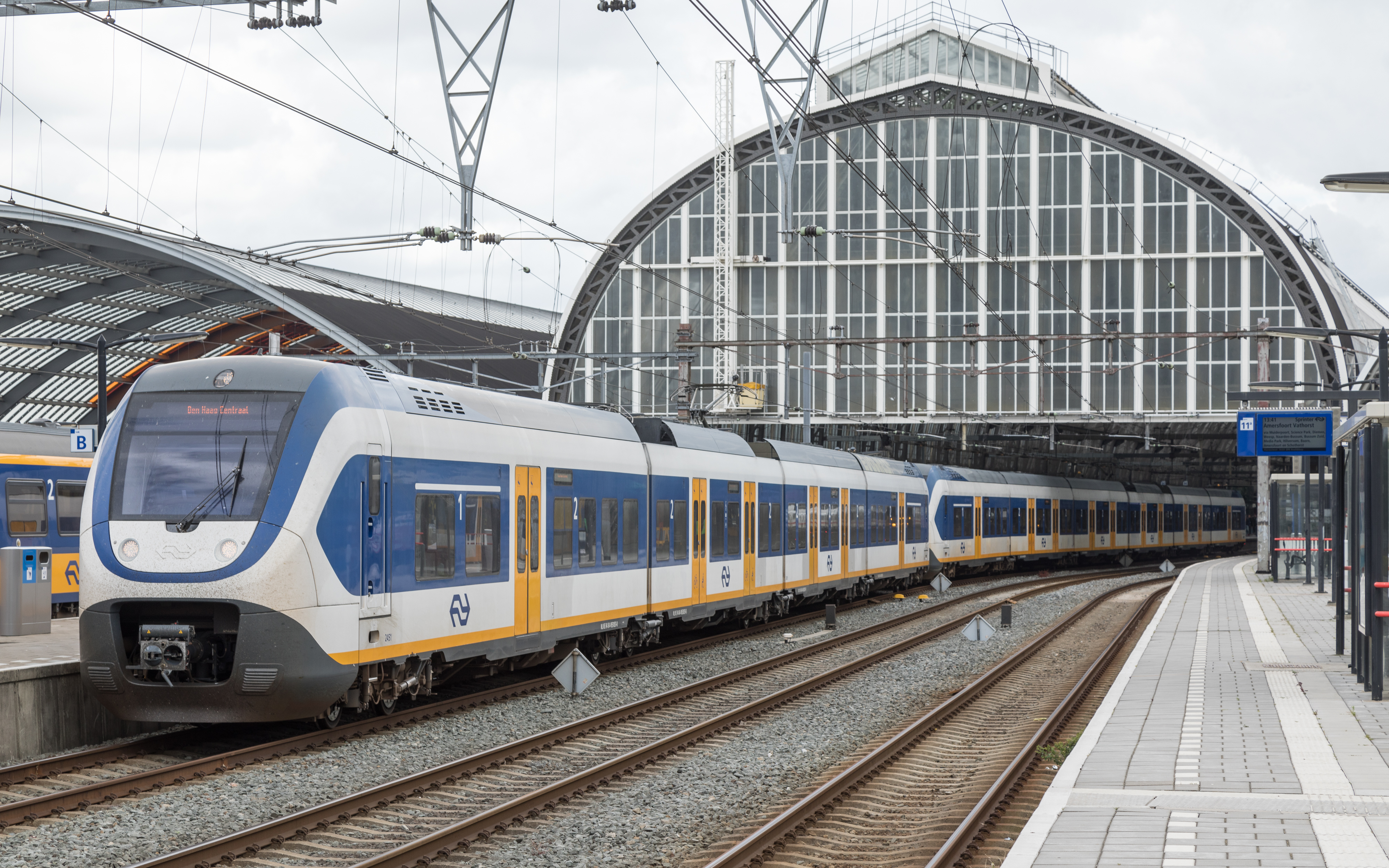
En vierwagenstel (SLT-4) samen met een zeswagenstel (SLT-6) te Amsterdam Centraal

## Interieurfoto's

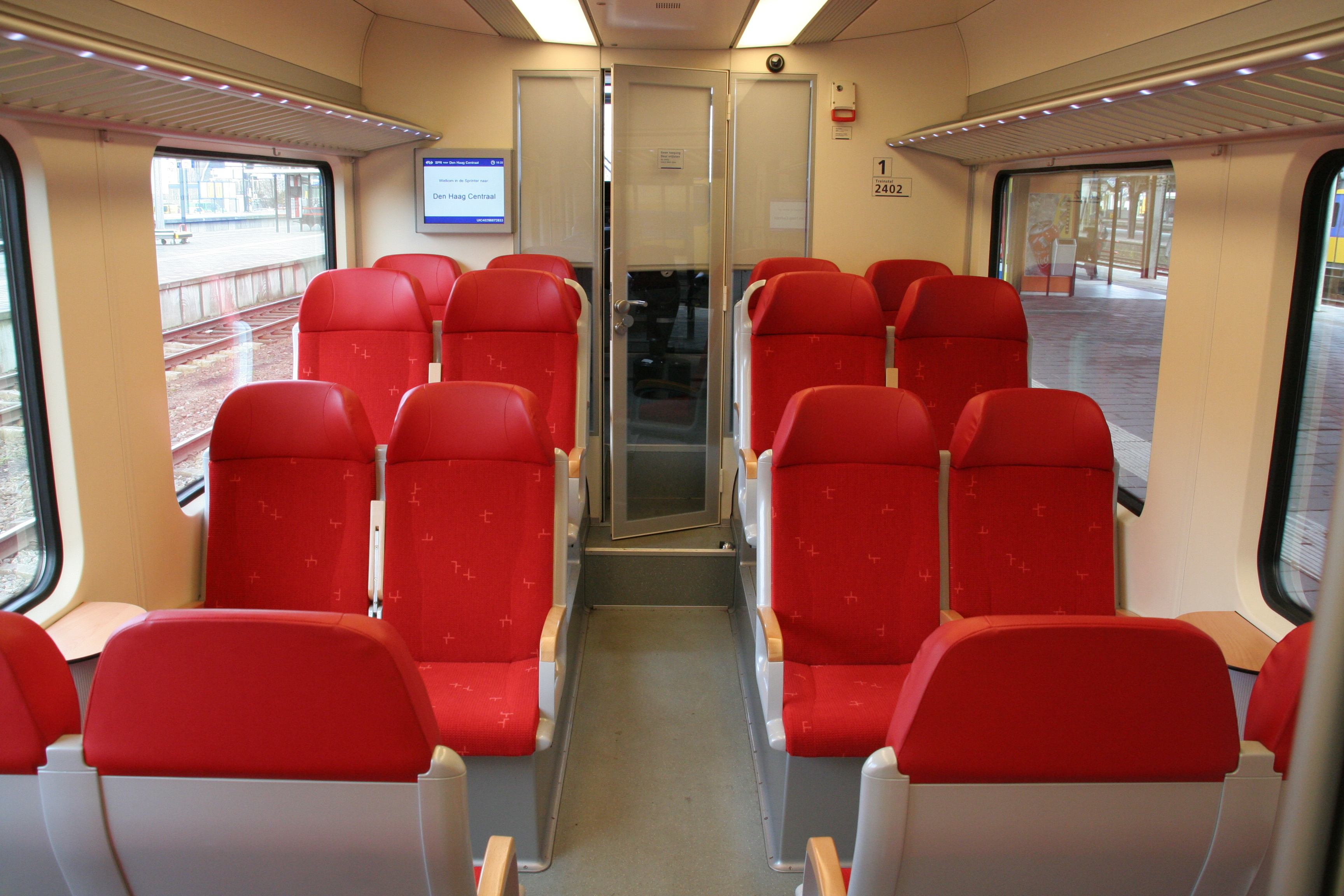
Interieur 1e klas
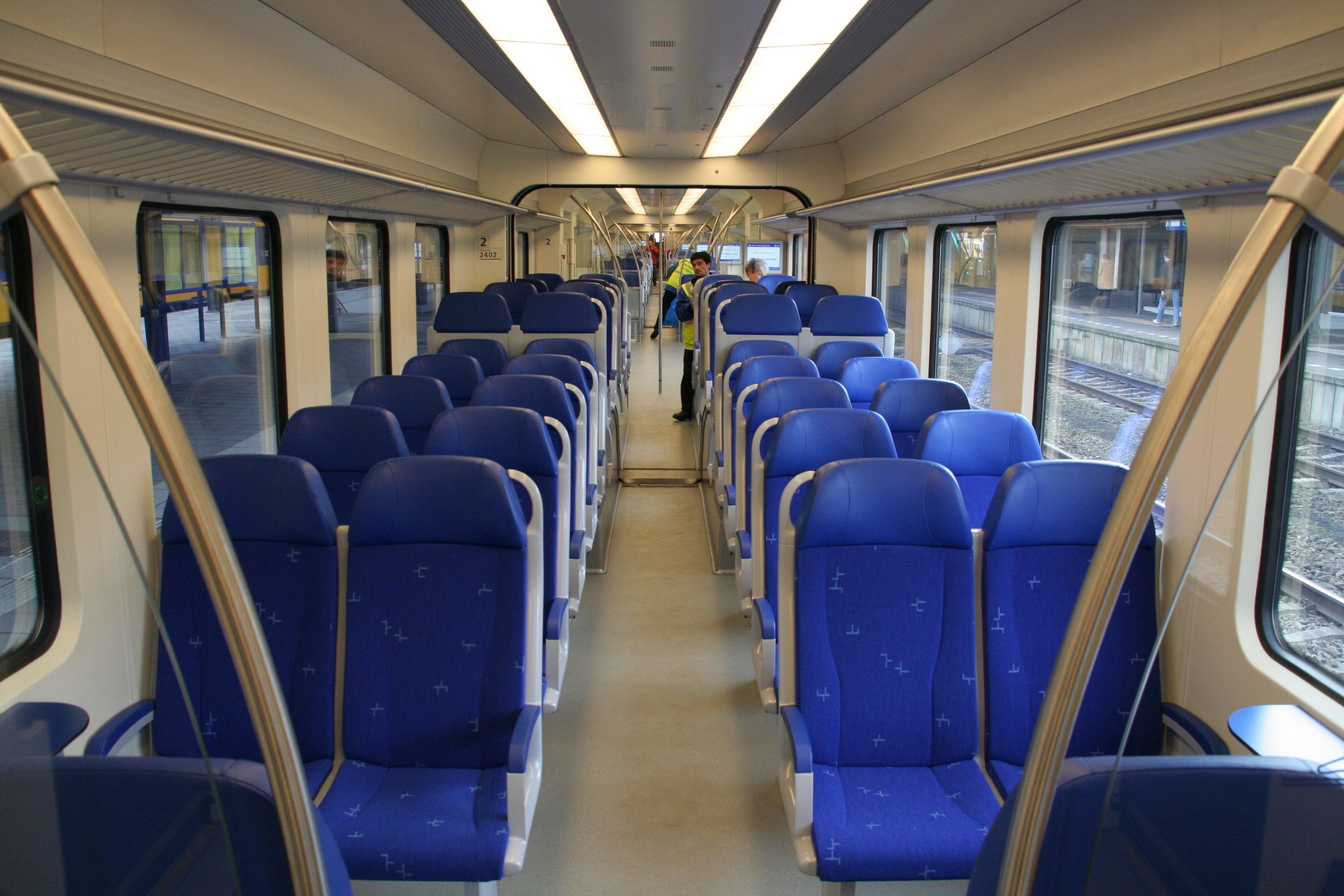
Interieur 2e klas
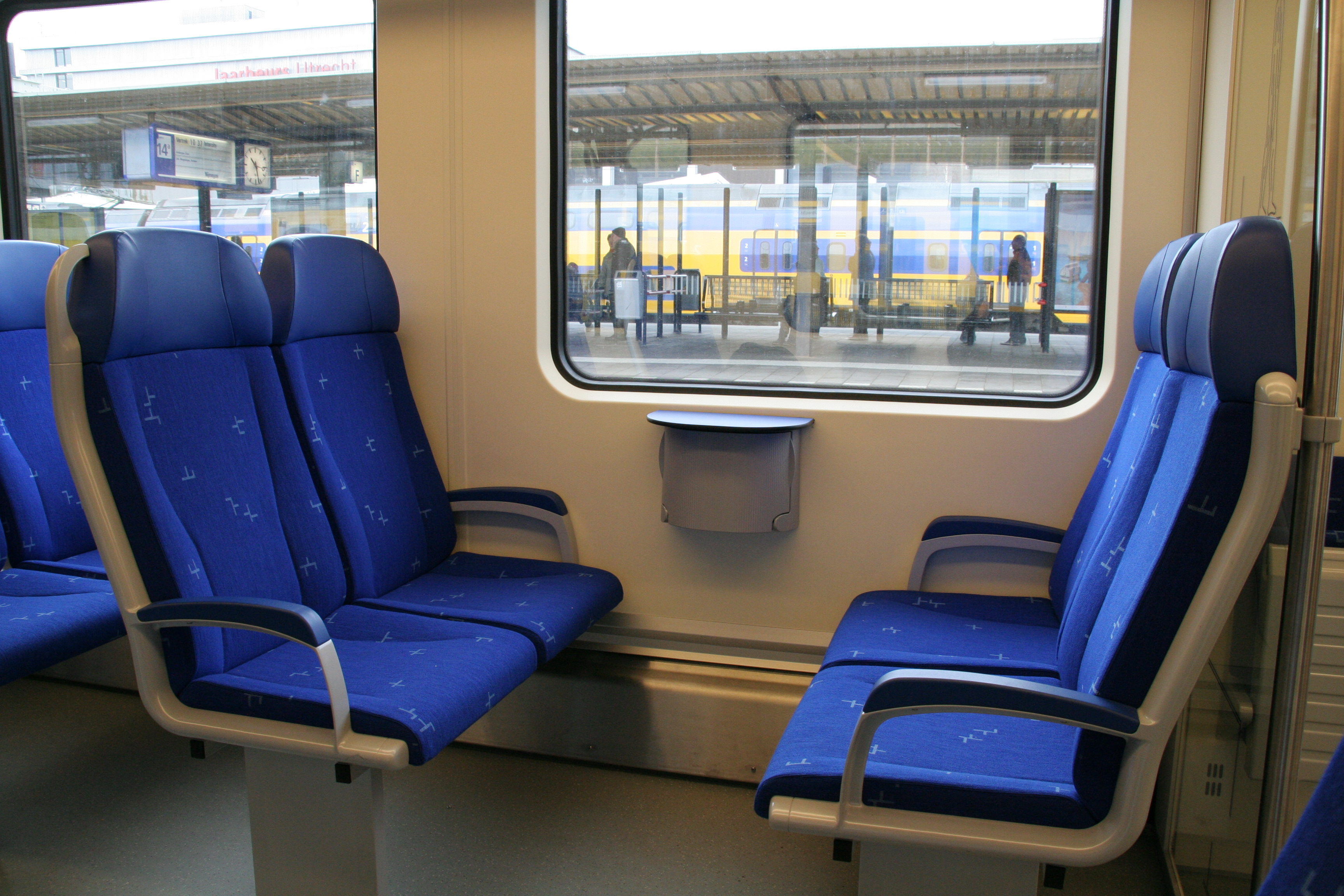
Interieur 2e klas
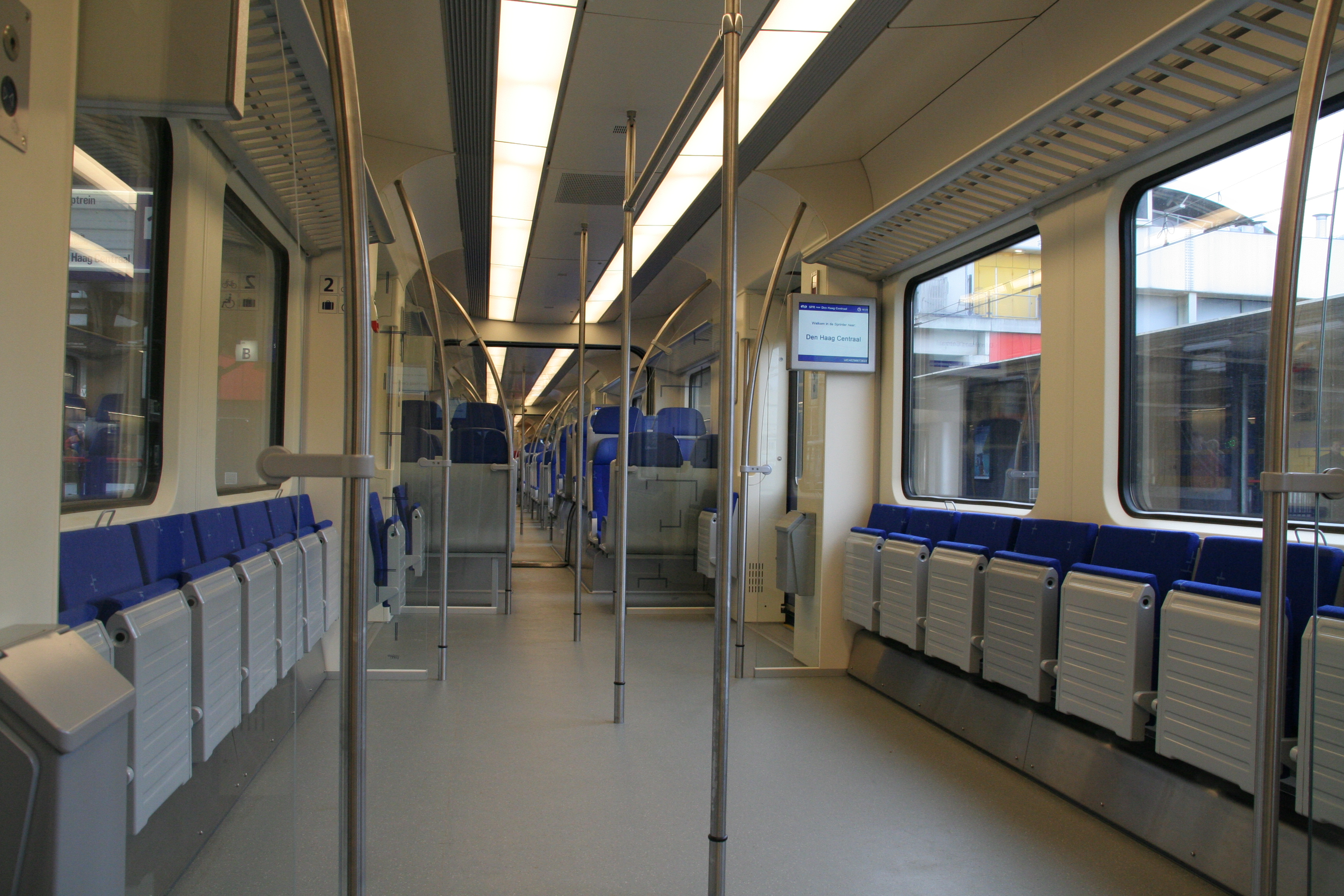
Interieur multifunctionele ruimte
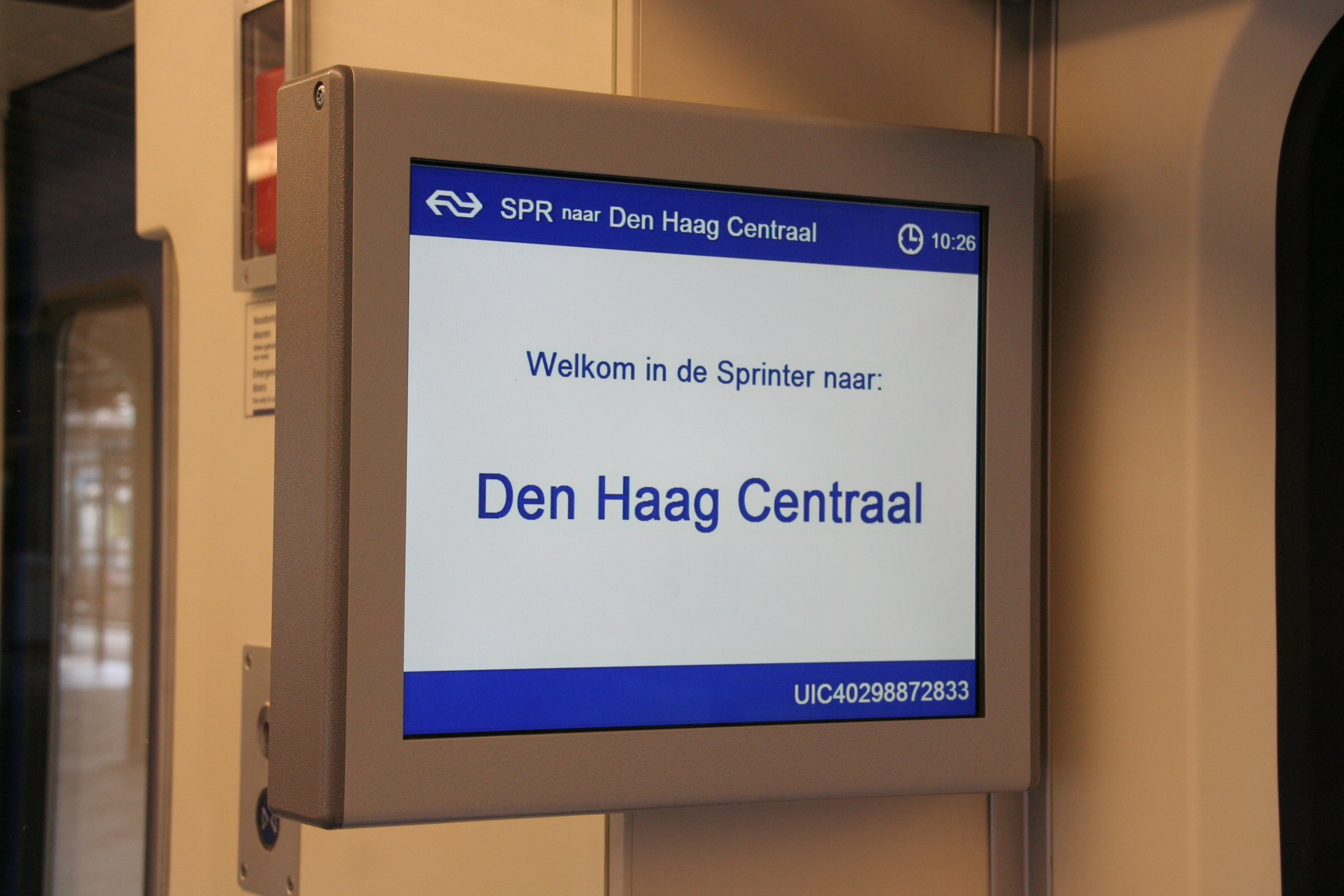
Bestemmingsdisplay (VGA-bord, OBIS of RIS)
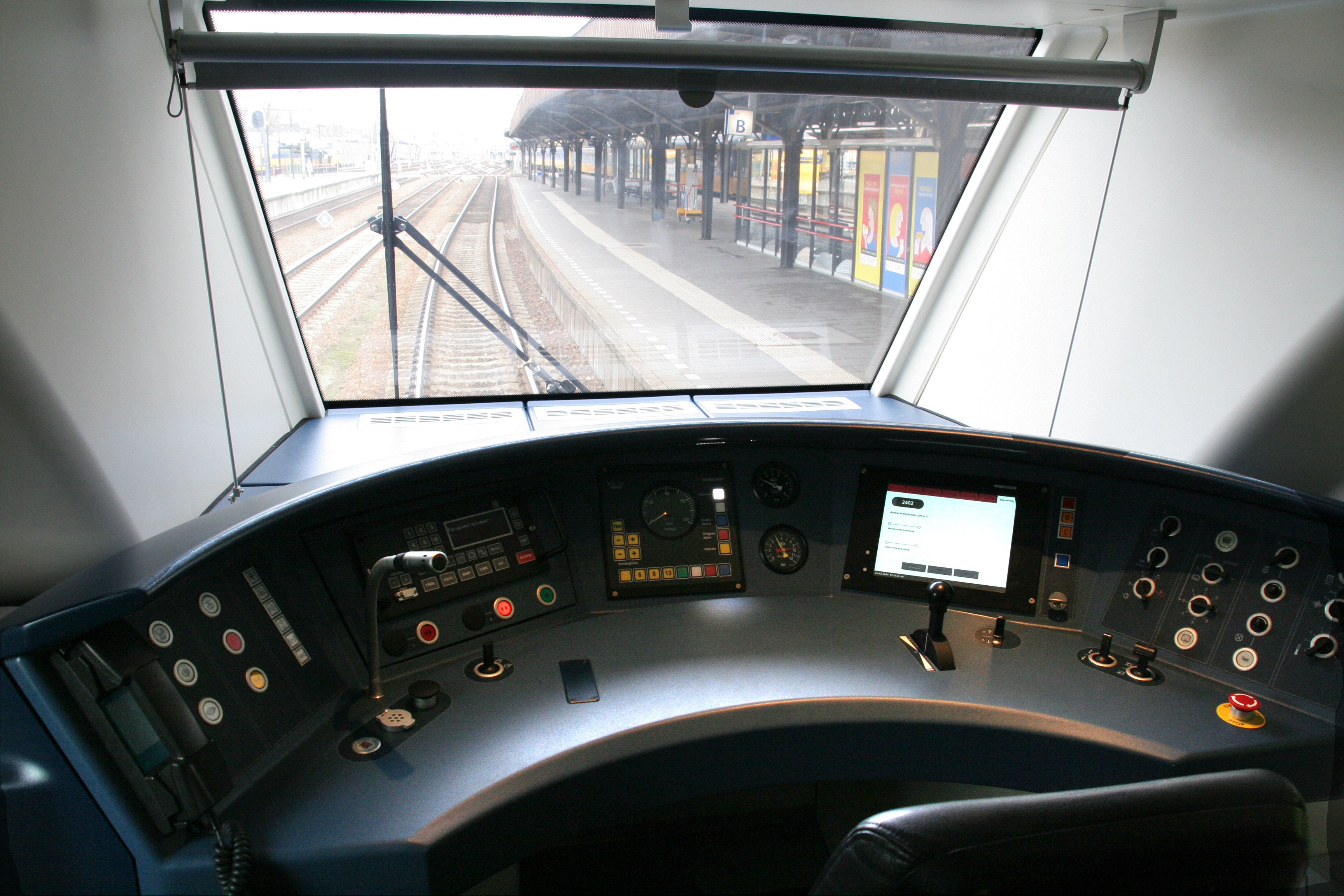
Cabine
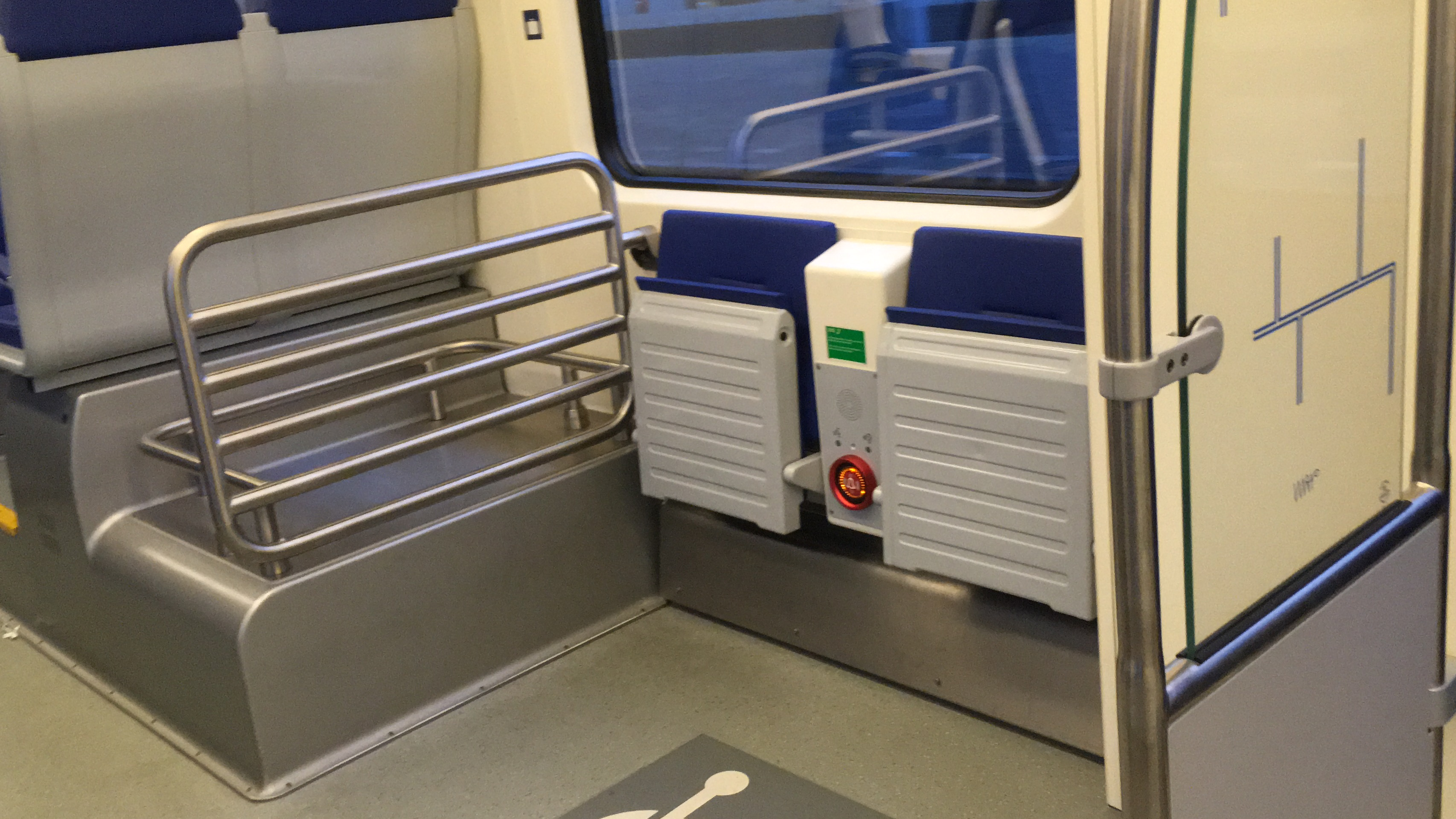
1 van de 2 plaatsen voor rolstoelen in SLT 2424.
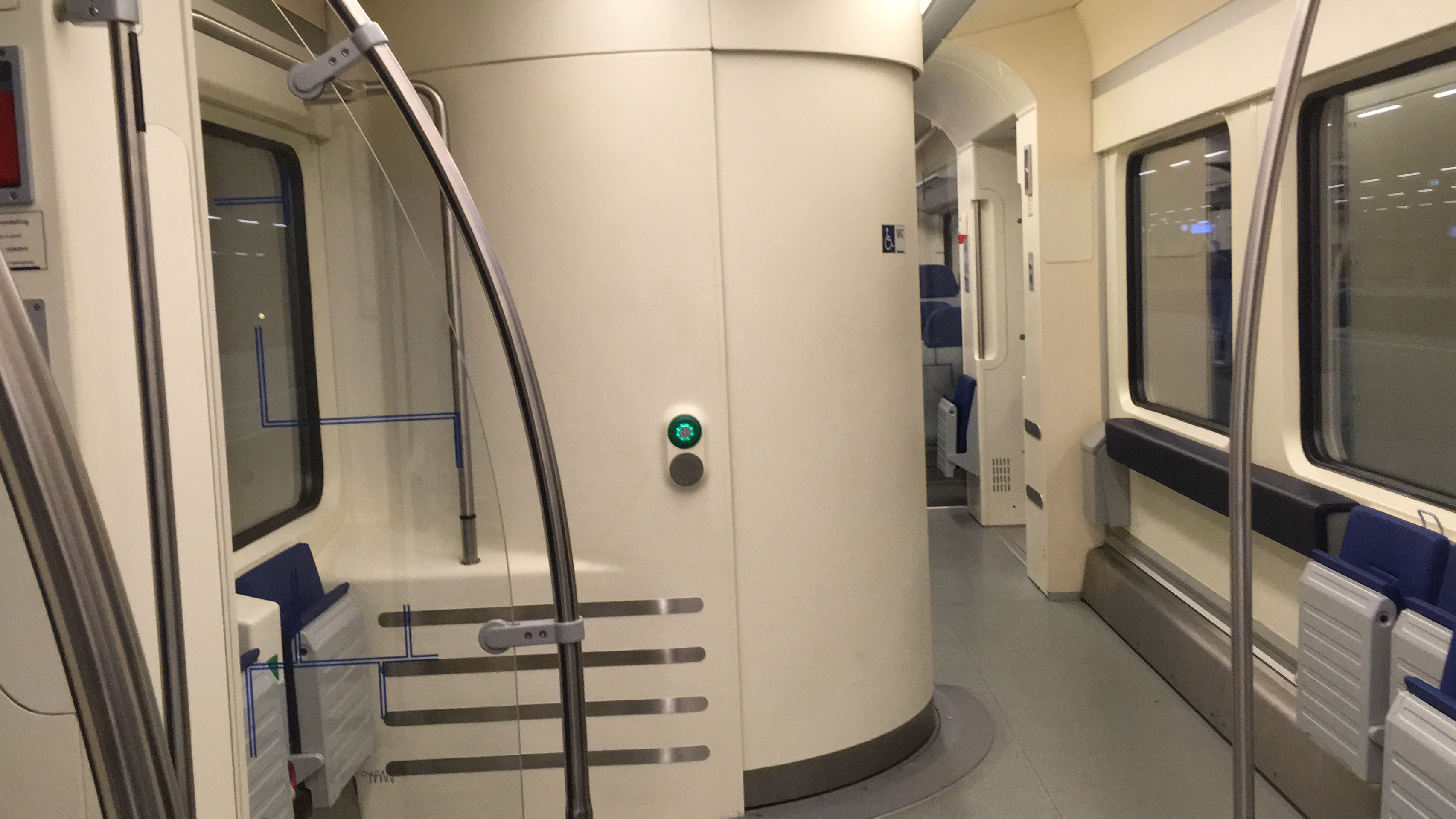
Het nieuwe toilet in SLT 2424.
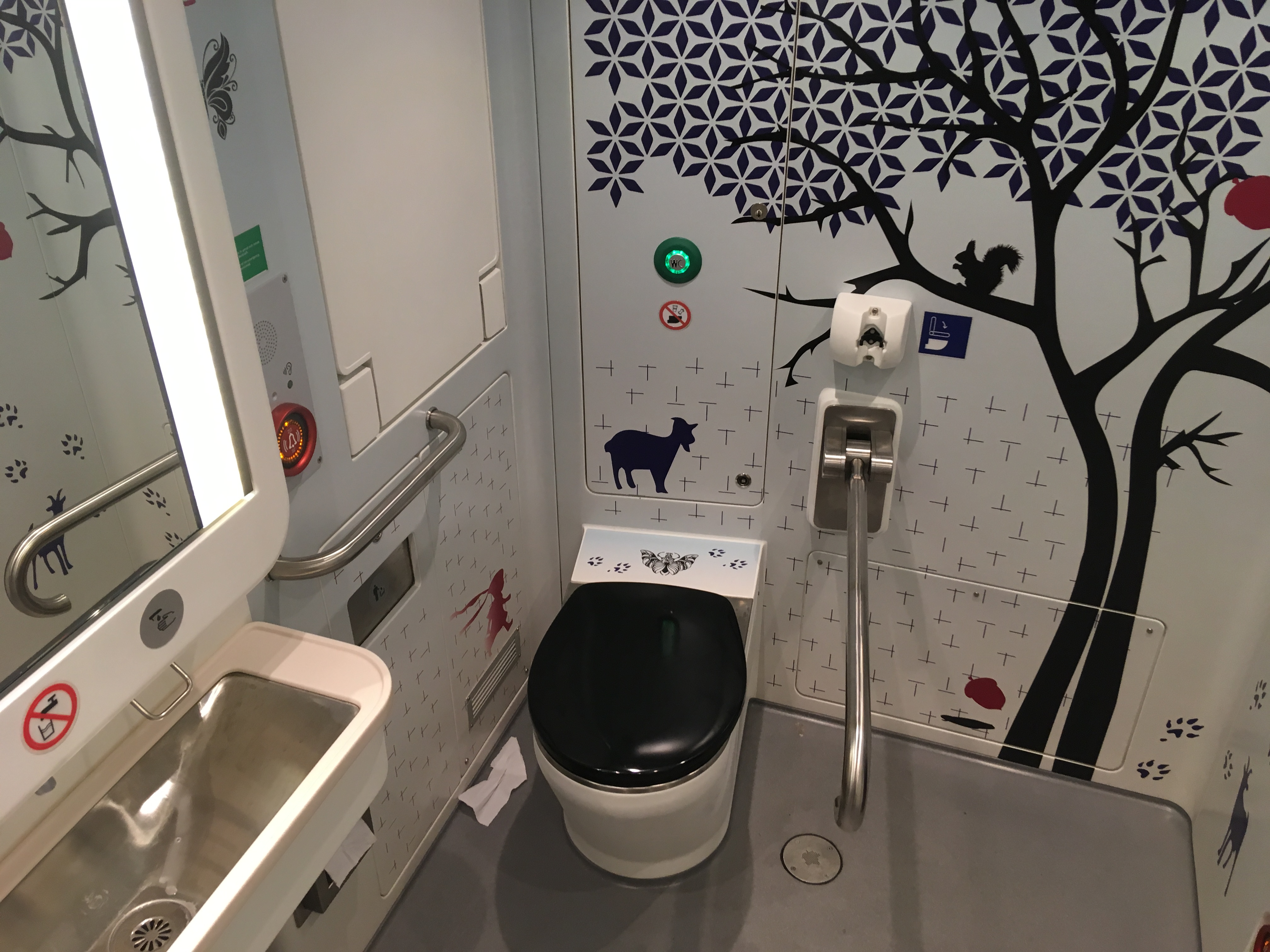
Het nieuwe toilet van de binnenkant gezien in SLT 2424.